# 朱格拉角

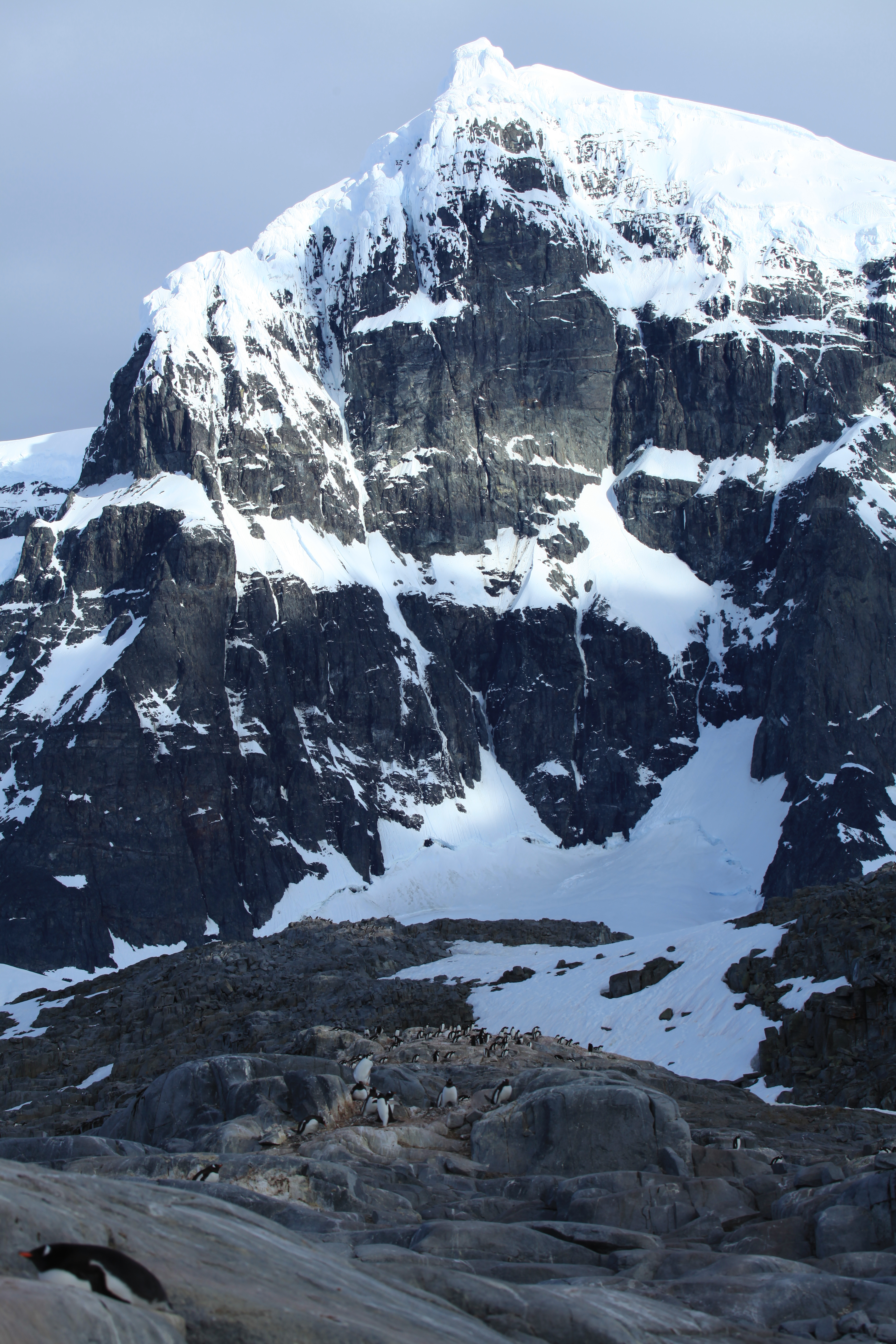

64°50′S 63°30′W / 64.833°S 63.500°W
朱格拉角（英語：Jougla Point）是南極洲的海岬，位於帕默群島中溫克島西部，由讓-巴蒂斯特·夏古率領的法國探險隊發現，現時由南極條約體系管理。